# Porto Rico aux Jeux olympiques d'été de 2024
Porto Rico participe aux Jeux olympiques de 2024 à Paris. Il s'agit de sa 20e participation à des Jeux olympiques d'été.
Le lutteur Sebastian Rivera et l'athlète Jasmine Camacho-Quinn sont nommés porte-drapeaux de la délégation en juin 2024.

## Nombre d’athlètes qualifiés par sport
Voici la liste des qualifiés et sélectionnés portoricains par sport (remplaçants compris) :
| Sport                                            | Hommes | Femmes | Total |
| ------------------------------------------------ | ------ | ------ | ----- |
| Athlétisme                                       | 3      | 5      | 8     |
| Basket-ball                                      | 12     | 12     | 24    |
| Boxe                                             | 1      | 1      | 2     |
| Golf                                             | 1      | -      | 1     |
| Judo                                             | 1      | 1      | 2     |
| Lutte                                            | 4      | -      | 4     |
| Sports aquatiques • Natation sportive • Plongeon | 1 -    | 1 1    | 2 1   |
| Skateboard                                       | 1      | -      | 1     |
| Tennis de table                                  | 2      | 1      | 3     |
| Tir                                              | -      | 1      | 1     |
| Tir à l'arc                                      | -      | 1      | 1     |
| Voile                                            | 1      | -      | 1     |
| Total                                            | 27     | 24     | 51    |

## Bilan général
| Sport      | Médaille d'or, Jeux olympiques | Médaille d'argent, Jeux olympiques | Médaille de bronze, Jeux olympiques | Total | Rang pays |
| ---------- | ------------------------------ | ---------------------------------- | ----------------------------------- | ----- | --------- |
| Athlétisme | 0                              | 0                                  | 1                                   | 1     | 37e       |
| Lutte      | 0                              | 0                                  | 1                                   | 1     | 21e       |
| Total      | 0                              | 0                                  | 2                                   | 2     | 80e       |

| Jour    | Médaille d'or, Jeux olympiques | Médaille d'argent, Jeux olympiques | Médaille de bronze, Jeux olympiques | Total |
| ------- | ------------------------------ | ---------------------------------- | ----------------------------------- | ----- |
| 10 août | 0                              | 0                                  | 1                                   | 1     |
| 11 août | 0                              | 0                                  | 1                                   | 1     |
| Total   | 0                              | 0                                  | 2                                   | 2     |

| Sexe   | Médaille d'or, Jeux olympiques | Médaille d'argent, Jeux olympiques | Médaille de bronze, Jeux olympiques | Total |
| ------ | ------------------------------ | ---------------------------------- | ----------------------------------- | ----- |
| Hommes | 0                              | 0                                  | 1                                   | 1     |
| Femmes | 0                              | 0                                  | 1                                   | 1     |
| Mixte  | -                              | -                                  | -                                   | -     |
| Total  | 0                              | 0                                  | 2                                   | 2     |

## Médaillés
| Sport      | Discipline           | Athlète(s)            | Performance        | Date         |
| ---------- | -------------------- | --------------------- | ------------------ | ------------ |
| Lutte      | - 65 kg - Hommes     | Sebastian Rivera      | Médaille de Bronze | 11 août 2024 |
| Athlétisme | 100 m haies - Femmes | Jasmine Camacho-Quinn | Médaille de Bronze | 10 août 2024 |

## Résultats

### Athlétisme

#### Hommes
| Athlètes    | Épreuve           | Qualification | Qualification | Finale      | Finale  |
| Athlètes    | Épreuve           | Performance   | Rang          | Performance | Rang    |
| ----------- | ----------------- | ------------- | ------------- | ----------- | ------- |
| Luis Castro | Saut en hauteur   | 2,20 m        | 15e           | Éliminé     | Éliminé |
| Jerome Vega | Lancer du marteau | 71,61 m       | 26e           | Éliminé     | Éliminé |

| Athlètes            | Épreuve  | 100 m   | SL        | LP      | SH        | 400 m      | 110 m H | LD      | SP     | LJ      | 1 500 m          | Total | Rang |
| ------------------- | -------- | ------- | --------- | ------- | --------- | ---------- | ------- | ------- | ------ | ------- | ---------------- | ----- | ---- |
| Ayden Owens-Delerme | Résultat | 10 s 35 | 7,66 m SB | 15,17 m | 2,02 m SB | 46 s 17 SB | 14 s 09 | 43,36 m | 4,80 m | 51,17 m | 4 min 40 s 39 SB | 8 437 | 9e   |
| Ayden Owens-Delerme | Points   | 1011    | 975       | 800     | 822       | 1000       | 963     | 733     | 849    | 606     | 678              | 8 437 | 9e   |

#### Femmes
| Athlètes              | Épreuve      | Premier tour (ou tour préliminaire) | Premier tour (ou tour préliminaire) | Repêchage (ou premier tour) | Repêchage (ou premier tour) | Demi-finales | Demi-finales | Finale          | Finale                              |
| Athlètes              | Épreuve      | Temps                               | Rang                                | Temps                       | Rang                        | Temps        | Rang         | Temps           | Rang                                |
| --------------------- | ------------ | ----------------------------------- | ----------------------------------- | --------------------------- | --------------------------- | ------------ | ------------ | --------------- | ----------------------------------- |
| Gladymar Torres       | 100 m        | Exemptée                            | Exemptée                            | 11 s 12 NR                  | 5e                          | 11 s 33      | 6e           | Éliminée        | Éliminée                            |
| Gabby Scott           | 400 m        | 50 s 74 NR                          | 4e                                  | 50 s 52 NR                  | 1re                         | 51 s 22      | 7e           | Éliminée        | Éliminée                            |
| Jasmine Camacho-Quinn | 100 m haies  | 12 s 42                             | 1re                                 | Exemptée                    | Exemptée                    | 12 s 35 SB   | 1re          | 12 s 36         | Médaille de bronze, Jeux olympiques |
| Grace Claxton         | 400 m haies  | 56 s 29                             | 6e                                  | 55 s 94                     | 4e                          | Éliminée     | Éliminée     | Éliminée        | Éliminée                            |
| Rachelle de Orbeta    | 20 km marche | Non disputé                         | Non disputé                         | Non disputé                 | Non disputé                 | Non disputé  | Non disputé  | 1 h 33 min 33 s | 29e                                 |

### Basket-ball
| Épreuve          | Phase de groupe             | Phase de groupe       | Phase de groupe           | Phase de groupe | Quart de finale  | Demi-finale      | Finale / MB      | Rang      |
| Épreuve          | Adversaire Score            | Adversaire Score      | Adversaire Score          | Rang            | Adversaire Score | Adversaire Score | Adversaire Score | Rang      |
| ---------------- | --------------------------- | --------------------- | ------------------------- | --------------- | ---------------- | ---------------- | ---------------- | --------- |
| Tournoi masculin | Soudan du Sud Défaite 79–90 | Serbie Défaite 66–107 | États-Unis Défaite 83–104 | 4e              | Éliminés         | Éliminés         | Éliminés         | Éliminés  |
| Tournoi féminin  | Serbie Défaite 55–58        | Espagne Défaite 62–63 | Chine Défaite 58–80       | 4e              | Éliminées        | Éliminées        | Éliminées        | Éliminées |

### Boxe
| Athlètes              | Catégorie              | 1/16e de finale     | 1/8e de finale         | Quart de finale     | Demi-finale         | Finale              | Rang    |
| Athlètes              | Catégorie              | Adversaire Résultat | Adversaire Résultat    | Adversaire Résultat | Adversaire Résultat | Adversaire Résultat | Rang    |
| --------------------- | ---------------------- | ------------------- | ---------------------- | ------------------- | ------------------- | ------------------- | ------- |
| Juanma López de Jesús | Poids mouches (-51 kg) | Exempté             | Dusmatov Défaite 0 - 5 | Éliminé             | Éliminé             | Éliminé             | Éliminé |

| Athlètes         | Catégorie             | 1/16e de finale     | 1/8e de finale            | Quart de finale         | Demi-finale         | Finale              | Rang     |
| Athlètes         | Catégorie             | Adversaire Résultat | Adversaire Résultat       | Adversaire Résultat     | Adversaire Résultat | Adversaire Résultat | Rang     |
| ---------------- | --------------------- | ------------------- | ------------------------- | ----------------------- | ------------------- | ------------------- | -------- |
| Ashleyann Lozada | Poids plumes (-57 kg) | Exemptée            | Ibragimova Victoire 5 - 0 | Szeremeta Défaite 0 - 5 | Éliminée            | Éliminée            | Éliminée |

### Golf
| Athlète       | Compétition       | Jour 1  | Jour 1 | Jour 2  | Jour 2   | Jour 2 | Jour 3  | Jour 3  | Jour 3 | Jour 4  | Jour 4   | Jour 4 |
| Athlète       | Compétition       | Score   | Rang   | Score   | Total    | Rang   | Score   | Total   | Rang   | Score   | Total    | Rang   |
| ------------- | ----------------- | ------- | ------ | ------- | -------- | ------ | ------- | ------- | ------ | ------- | -------- | ------ |
| Rafael Campos | Épreuve masculine | 73 (+2) | 49e    | 70 (-1) | 143 (+1) | 46e    | 70 (-1) | 213 (E) | 44e    | 67 (-4) | 280 (-4) | 30e    |

### Judo
| Athlète       | Compétition    | 1er tour            | 2e tour                       | 3e tour                          | Quart de finale     | Demi-finale         | Repêchage           | Finale / CB         | Rang    |         |
| Athlète       | Compétition    | Adversaire Résultat | Adversaire Résultat           | Adversaire Résultat              | Adversaire Résultat | Adversaire Résultat | Adversaire Résultat | Adversaire Résultat | Rang    |         |
| ------------- | -------------- | ------------------- | ----------------------------- | -------------------------------- | ------------------- | ------------------- | ------------------- | ------------------- | ------- | ------- |
| Adrián Gandía | Moins de 81 kg | Exempté             | Tatalashvili Victoire 11 - 00 | Gauthier-Drapeau Défaite 00 - 10 | Éliminé             | Éliminé             | Éliminé             | Éliminé             | Éliminé | Éliminé |

| Athlète     | Compétition    | 1er tour                | 2e tour             | Quart de finale     | Demi-finale         | Repêchage           | Finale / CB         | Rang     |
| Athlète     | Compétition    | Adversaire Résultat     | Adversaire Résultat | Adversaire Résultat | Adversaire Résultat | Adversaire Résultat | Adversaire Résultat | Rang     |
| ----------- | -------------- | ----------------------- | ------------------- | ------------------- | ------------------- | ------------------- | ------------------- | -------- |
| María Pérez | Moins de 70 kg | Willems Défaite 00 - 10 | Éliminée            | Éliminée            | Éliminée            | Éliminée            | Éliminée            | Éliminée |

### Lutte
Légende
- F : victoire par tombé
- WO : victoire par forfait

| Athlète          | Compétition     | Huitièmes de finale      | Quart de finale        | Demi-finale         | Repêchage                | Finale / CB             | Rang                                |
| Athlète          | Compétition     | Adversaire Résultat      | Adversaire Résultat    | Adversaire Résultat | Adversaire Résultat      | Adversaire Résultat     | Rang                                |
| ---------------- | --------------- | ------------------------ | ---------------------- | ------------------- | ------------------------ | ----------------------- | ----------------------------------- |
| Darian Cruz      | Moins de 57 kg  | Mohamed Victoire 4F - 1  | Higuchi Défaite 2 - 12 | Non disputé         | Sarlak WO                | Sehrawat Défaite 5 - 13 | 5e                                  |
| Sebastian Rivera | Moins de 65 kg  | Okorokov Victoire 12 - 2 | Kiyooka Défaite 6 - 8  | Non disputé         | Saculțan Victoire 15 - 4 | Tulga Victoire 10 - 9   | Médaille de bronze, Jeux olympiques |
| Ethan Ramos      | Moins de 86 kg  | Kurugliev Défaite 0 - 11 | Éliminé                | Éliminé             | Éliminé                  | Éliminé                 | Éliminé                             |
| Jonovan Smith    | Moins de 125 kg | Akgül Défaite 0 - 10     | Éliminé                | Éliminé             | Éliminé                  | Éliminé                 | Éliminé                             |

### Natation
| Athlète        | Épreuve   | Séries       | Séries | Demi-finales | Demi-finales | Finale  | Finale  |
| Athlète        | Épreuve   | Temps        | Rang   | Temps        | Rang         | Temps   | Rang    |
| -------------- | --------- | ------------ | ------ | ------------ | ------------ | ------- | ------- |
| Yeziel Morales | 100 m dos | 55 s 76      | 39e    | Éliminé      | Éliminé      | Éliminé | Éliminé |
| Yeziel Morales | 200 m dos | 2 min 0 s 60 | 26e    | Éliminé      | Éliminé      | Éliminé | Éliminé |

| Athlète        | Épreuve       | Séries        | Séries | Demi-finales | Demi-finales | Finale   | Finale   |
| Athlète        | Épreuve       | Temps         | Rang   | Temps        | Rang         | Temps    | Rang     |
| -------------- | ------------- | ------------- | ------ | ------------ | ------------ | -------- | -------- |
| Kristen Romano | 200 m 4 nages | 2 min 13 s 32 | 21e    | Éliminée     | Éliminée     | Éliminée | Éliminée |

### Plongeon
| Athlète      | Compétition     | Tour préliminaire | Tour préliminaire | Demi-finale | Demi-finale | Finale   | Finale   |
| Athlète      | Compétition     | Points            | Rang              | Points      | Rang        | Points   | Rang     |
| ------------ | --------------- | ----------------- | ----------------- | ----------- | ----------- | -------- | -------- |
| Maycey Vieta | Haut-vol à 10 m | 253,90            | 24e               | Éliminée    | Éliminée    | Éliminée | Éliminée |

### Skateboard
| Athlète        | Compétition | Qualifications | Qualifications | Qualifications | Qualifications | Finale  | Finale  | Finale  | Finale  |
| Athlète        | Compétition | Run 1          | Run 2          | Run 3          | Rang           | Run 1   | Run 2   | Run 3   | Rang    |
| -------------- | ----------- | -------------- | -------------- | -------------- | -------------- | ------- | ------- | ------- | ------- |
| Steven Piñeiro | Hommes      | 81,54          | 10,33          | 19,33          | 14e            | Éliminé | Éliminé | Éliminé | Éliminé |

### Tennis de table
| Athlète(s) (n° de tête de série) | Compétition | Tour préliminaire   | 1er tour            | 2e tour             | 3e tour             | 4e tour             | Quart de finale     | Demi-finale         | Finale / MB         | Rang    |
| Athlète(s) (n° de tête de série) | Compétition | Adversaire(s) Score | Adversaire(s) Score | Adversaire(s) Score | Adversaire(s) Score | Adversaire(s) Score | Adversaire(s) Score | Adversaire(s) Score | Adversaire(s) Score | Rang    |
| -------------------------------- | ----------- | ------------------- | ------------------- | ------------------- | ------------------- | ------------------- | ------------------- | ------------------- | ------------------- | ------- |
| Brian Afanador (42)              | Simple      | Exempté             | Exempté             | Lin Défaite 1- 4    | Éliminé             | Éliminé             | Éliminé             | Éliminé             | Éliminé             | Éliminé |
| Daniel González (50)             | Simple      | Exempté             | Exempté             | Jang Défaite 1 - 4  | Éliminé             | Éliminé             | Éliminé             | Éliminé             | Éliminé             | Éliminé |

| Athlète(s) (n° de tête de série) | Compétition | Tour préliminaire   | 1er tour            | 2e tour                  | 3e tour             | 4e tour             | Quart de finale     | Demi-finale         | Finale / MB         | Rang     |
| Athlète(s) (n° de tête de série) | Compétition | Adversaire(s) Score | Adversaire(s) Score | Adversaire(s) Score      | Adversaire(s) Score | Adversaire(s) Score | Adversaire(s) Score | Adversaire(s) Score | Adversaire(s) Score | Rang     |
| -------------------------------- | ----------- | ------------------- | ------------------- | ------------------------ | ------------------- | ------------------- | ------------------- | ------------------- | ------------------- | -------- |
| Adriana Díaz (6)                 | Simple      | Exemptée            | Exemptée            | Lupulesku Victoire 4 - 0 | Wang Vcitoire 4 - 2 | Pyon Défaite 3 - 4  | Éliminée            | Éliminée            | Éliminée            | Éliminée |

### Tir
| Tireuses        | Compétition                  | Qualification | Qualification | Finale   | Finale   |
| Tireuses        | Compétition                  | Points        | Rang          | Points   | Rang     |
| --------------- | ---------------------------- | ------------- | ------------- | -------- | -------- |
| Yarimar Mercado | Carabine à 10 m air comprimé | 622,0         | 39e           | Éliminée | Éliminée |
| Yarimar Mercado | Carabine à 50 m 3 positions  | 578-29x       | 26e           | Éliminée | Éliminée |

### Tir à l'arc
| Athlète        | Compétition | Tour préliminaire | Tour préliminaire | 1/32e de finale     | 1/16e de finale  | 1/8e de finale   | Quart de finale  | Demi-finale      | Finale / MB      | Rang     |
| Athlète        | Compétition | Score             | Rang              | Adversaire Score    | Adversaire Score | Adversaire Score | Adversaire Score | Adversaire Score | Adversaire Score | Rang     |
| -------------- | ----------- | ----------------- | ----------------- | ------------------- | ---------------- | ---------------- | ---------------- | ---------------- | ---------------- | -------- |
| Alondra Rivera | Femmes      | 547               | 64e               | Lim Défaite 00 - 10 | Éliminée         | Éliminée         | Éliminée         | Éliminée         | Éliminée         | Éliminée |

### Voile
Nota : le résultat barré est le plus mauvais de l’athlète concerné. Il n’est pas pris en compte dans le total.
| Athlètes        | Compétition | Régates | Régates | Régates | Régates | Régates | Régates | Régates | Régates | Régates  | Régates  | Régates | Total net | Classement |
| Athlètes        | Compétition | 1       | 2       | 3       | 4       | 5       | 6       | 7       | 8       | 9        | 10       | CM      | Total net | Classement |
| --------------- | ----------- | ------- | ------- | ------- | ------- | ------- | ------- | ------- | ------- | -------- | -------- | ------- | --------- | ---------- |
| Pedro Fernández | Laser       | 33      | 27      | 17      | 35      | 33      | 36      | 11      | 31      | Annulées | Annulées | Él.     | 187       | 34e        |